# Iglesia de La Merced (Sucre)
La iglesia de la Merced, oficialmente iglesia de Nuestra Señora de la Merced, es un templo religioso de culto católico y bajo la advocación de la Virgen de la Merced en la ciudad de Sucre, en Bolivia. El edificio posee la catalogación de Monumental a través de diversas declaratorias una de ellas a nivel municipal.
En 1967 se declara a la iglesia de la Merced Monumento Nacional de Bolivia a través de Decreto Supremo 8171.

## Historia y descripción
Fue construida entre los años 1581 y 1630, lo más destacado de esta iglesia de tres naves son los lienzos de Melchor Pérez de Holguín colocados por el mismo autor en su ubicación actual, y el retablo del altar mayor, uno de los más antiguos de Bolivia, tallado en cedro y dorado al estilo barroco , este último atribuido a Luis Niño, de la escuela potosina .
También cuenta con un púlpito de madera, de estilo barroco mestizo. Su espadaña se levanta asimétrica sobre las bóvedas de la cubierta.

## Refacciones
En 2013 se identificó la necesidad de refacciones en la edificación por lo que se iniciaron labores para gestionar los fondos correspondientes.